# Onychomys torridus
Onychomys torridus és una espècie de mamífer rosegador de la família dels cricètids. Viu als Estats Units (Arizona, Califòrnia, Nevada, Nou Mèxic i Utah) i Mèxic. Els seus hàbitats naturals són els matollars desèrtics i les zones de sòl rocós, creosota o semidesert. És una espècie en risc mínim, és a dir, no sembla que hi hagi cap amenaça significativa per a la seva supervivència. El seu nom específic, torridus, significa ‘tòrrid’ en llatí.